# Hemitaeniochromis urotaenia
Hemitaeniochromis urotaenia là một loài cá nước ngọt nhiệt đới thuộc chi Hemitaeniochromis trong họ Cá hoàng đế. Loài này được mô tả lần đầu tiên vào năm 1922.

## Phân bố và môi trường sống
H. urotaenia là loài đặc hữu và phổ biến rộng rãi của hồ Malawi, thường ở độ sâu 7 – 75 m. Loài này ưa sống ở những vùng nước sâu, đáy cát kết hợp với đá ngầm; độ pH khoảng 7,4 - 8,4 và nhiệt độ vào khoảng 23 - 27 °C.

## Mô tả
H. urotaenia trưởng thành dài khoảng 22 cm. Thân của H. urotaenia dài và dẹt, có màu xám bạc (cá mái) hoặc lục xám (cá đực); nửa thân trên có các đốm đen chạy từ nắp mang đến cuống đuôi. Các vây trong suốt hoặc hơi xám. Vây lưng và vây hậu môn của cá đực thì dài ra, còn ở ở cá mái thì bo tròn. Hàm dưới của H. urotaenia lớn và nổi bật.
H. urotaenia khác với loài họ hàng duy nhất trong chi của nó, Hemitaeniochromis brachyrhynchus, ở một số điểm sau: Mắt của H. urotaenia nhỏ hơn H. brachyrhynchus; phần đầu của H. urotaenia ngắn hơn H. brachyrhynchus; và ngược lại, hàm dưới của H. urotaenia lớn hơn của H. brachyrhynchus.
H. urotaenia thường bơi thành đàn hoặc theo cặp ở những vùng đáy cát nông. Thức ăn chủ yếu của loài này là cá con của các loài cá rô phi khác. H. urotaenia ấp trứng và bảo vệ cá con bằng miệng. Cá đực thường xây tổ ở những khu vực nhiều đá, cùng cá mái chăm sóc con.